# Ferenc Raichle
Dans le nom hongrois Raichle Ferenc, le nom de famille précède le prénom, mais cet article utilise l’ordre habituel en français Ferenc Raichle, où le prénom précède le nom.
Ferenc Raichle, né le 23 février 1869 à Apatin (Autriche-Hongrie) et mort le 12 avril 1960 à Budapest (Hongrie), est un architecte hongrois. 
Ses réalisations à Subotica et Szeged sont considérées comme des fleurons de la Sécession hongroise.